# Xylopteryx oneili
Xylopteryx oneili là một loài bướm đêm trong họ Geometridae.